# Otto Pasedag
Otto Pasedag (* 12. Februar 1877 in Neustrelitz; † 15. März 1915) war ein deutscher Bauingenieur, Baubeamter und Ratsmitglied in der Gemeinde Weißensee.

## Leben
Otto Pasedag studierte an der Technischen Hochschule Stuttgart Bauingenieurwesen und war später als Gemeindebaurat in Weißensee maßgeblich an der Entwicklung dieses heutigen Berliner Ortsteils beteiligt. Neben Carl Woelck und Hermann Ruthenberg plante er nach der Vereinigung von Dorf und Gutsbezirk Weißensee die bis heute wirksame Aufteilung in Areale mit gehobener, mittlerer und einfacher Wohnungslage und die davon abgegrenzten großflächigen Gewerbe- bzw. Industriegebiete. Damit sollte der Grundstein für eine vom direkten Nachbarn Berlin unabhängige Stadt Weißensee gelegt werden.
Sein Werk fand ein jähes Ende, als er 1915 als Soldat (Vizefeldwebel im Landwehr-Infanterie-Regiment Nr. 48) im Ersten Weltkrieg fiel.

## Pasedagplatz
Am 26. Juli 1927 wurde als persönliche Ehrung der Platz Nr. 14 in Weißensee in Pasedagplatz umbenannt. Er liegt an der Nordseite der Rennbahnstraße gegenüber der Schönstraße. Als Endpunkt der Straßenbahnlinien 12 und 27 ist er im Stadtalltag präsent. Ansonsten ist er mit einer Fläche von ca. 3000 m² von eher untergeordneter Bedeutung. Im Norden schließt das Weißenseer Gewerbegebiet an, das sich beiderseits der Industriebahn Tegel–Friedrichsfelde zu Beginn des 20. Jahrhunderts etablierte. Der begrünte Platz hat die Form eines in Nordost-Südwest-Richtung orientierten Ovals; er ist auf der Süd- und Ostseite von Wohnblocks begrenzt. An der Nordwestseite des Platzes steht ein modernes Gebäude mit Büros für verschiedene Dienstleistungsunternehmen.